# Gran Premio motociclistico della Repubblica Ceca 2000
Il Gran Premio motociclistico della Repubblica Ceca 2000 corso il 20 agosto, è stato l'undicesimo Gran Premio della stagione 2000 e ha visto viincere la Yamaha di Max Biaggi nella classe 500, Shin'ya Nakano nella classe 250 e Roberto Locatelli nella classe 125.

## Classe 500

### Arrivati al traguardo
| Pos | Nº | Pilota                   | Squadra                    | Motocicletta | Giri | Tempo     | Griglia | Punti |
| --- | -- | ------------------------ | -------------------------- | ------------ | ---- | --------- | ------- | ----- |
| 1   | 4  | Max Biaggi               | Marlboro Yamaha            | Yamaha       | 22   | 45:31.918 | 1       | 25    |
| 2   | 46 | Valentino Rossi          | Nastro Azzurro Honda       | Honda        | 22   | +6.641    | 5       | 20    |
| 3   | 24 | Garry McCoy              | Red Bull Yamaha WCM        | Yamaha       | 22   | +8.627    | 4       | 16    |
| 4   | 2  | Kenny Roberts Jr         | Telefonica Movistar Suzuki | Suzuki       | 22   | +12.106   | 3       | 13    |
| 5   | 65 | Loris Capirossi          | Emerson Honda Pons         | Honda        | 22   | +16.083   | 2       | 11    |
| 6   | 5  | Sete Gibernau            | Repsol YPF Honda           | Honda        | 22   | +22.388   | 12      | 10    |
| 7   | 1  | Àlex Crivillé            | Repsol YPF Honda           | Honda        | 22   | +22.640   | 6       | 9     |
| 8   | 9  | Nobuatsu Aoki            | Telefonica Movistar Suzuki | Suzuki       | 22   | +22.830   | 14      | 8     |
| 9   | 99 | Jeremy McWilliams        | Blu Aprilia                | Aprilia      | 22   | +23.002   | 9       | 7     |
| 10  | 8  | Tadayuki Okada           | Repsol YPF Honda           | Honda        | 22   | +24.525   | 13      | 6     |
| 11  | 7  | Carlos Checa             | Marlboro Yamaha            | Yamaha       | 22   | +29.560   | 15      | 5     |
| 12  | 17 | Jurgen van den Goorbergh | Rizla Honda                | TSR-Honda    | 22   | +29.844   | 10      | 4     |
| 13  | 55 | Régis Laconi             | Red Bull Yamaha WCM        | Yamaha       | 22   | +30.393   | 16      | 3     |
| 14  | 31 | Tetsuya Harada           | Blu Aprilia                | Aprilia      | 22   | +35.863   | 8       | 2     |
| 15  | 27 | Luca Cadalora            | Proton TEAM KR             | Modenas KR3  | 22   | +1:05.405 | 17      | 1     |
| 16  | 25 | José Luis Cardoso        | Maxon Dee Cee Jeans        | Honda        | 22   | +1:15.549 | 18      |       |
| 17  | 43 | Paolo Tessari            | Team Paton                 | Paton        | 21   | +1 giro   | 19      |       |
| 18  | 18 | Sébastien Le Grelle      | Tecmas Honda Elf           | Honda        | 21   | +1 giro   | 20      |       |
| 19  | 20 | Phil Giles               | Sabre Sport                | Honda        | 21   | +1 giro   | 22      |       |
| 20  | 15 | Yoshiteru Konishi        | FCC TSR                    | TSR-Honda    | 21   | +1 giro   | 21      |       |

### Ritirati
| Nº | Pilota      | Squadra                 | Motocicletta | Giri | Griglia |
| -- | ----------- | ----------------------- | ------------ | ---- | ------- |
| 10 | Alex Barros | Emerson Honda Pons      | Honda        | 4    | 11      |
| 6  | Norick Abe  | Antena 3 Yamaha-d'Antin | Yamaha       | 1    | 7       |

## Classe 250

### Arrivati al traguardo
| Pos | Nº | Pilota             | Squadra                    | Motocicletta | Giri | Tempo     | Griglia | Punti |
| --- | -- | ------------------ | -------------------------- | ------------ | ---- | --------- | ------- | ----- |
| 1   | 56 | Shin'ya Nakano     | Chesterfield Yamaha Tech 3 | Yamaha       | 20   | 41:44.845 | 2       | 25    |
| 2   | 4  | Tōru Ukawa         | Shell Advance Honda        | Honda        | 20   | +3.994    | 4       | 20    |
| 3   | 19 | Olivier Jacque     | Chesterfield Yamaha Tech 3 | Yamaha       | 20   | +4.987    | 1       | 16    |
| 4   | 35 | Marco Melandri     | Blu Aprilia                | Aprilia      | 20   | +6.028    | 5       | 13    |
| 5   | 6  | Ralf Waldmann      | Aprilia Germany            | Aprilia      | 20   | +13.366   | 3       | 11    |
| 6   | 74 | Daijirō Katō       | Axo Honda Gresini          | Honda        | 20   | +21.259   | 8       | 10    |
| 7   | 21 | Franco Battaini    | Eurobet team Battaini      | Aprilia      | 20   | +26.489   | 6       | 9     |
| 8   | 9  | Sebastián Porto    | Edo Racing                 | Yamaha       | 20   | +45.073   | 11      | 8     |
| 9   | 26 | Klaus Nöhles       | Aprilia Germany            | Aprilia      | 20   | +47.135   | 10      | 7     |
| 10  | 14 | Anthony West       | Shell Advance Honda        | Honda        | 20   | +56.932   | 16      | 6     |
| 11  | 8  | Naoki Matsudo      | Petronas Sprinta Team TVK  | Yamaha       | 20   | +57.074   | 12      | 5     |
| 12  | 18 | Shahrol Yuzy       | Petronas Sprinta Team TVK  | Yamaha       | 20   | +57.321   | 13      | 4     |
| 13  | 42 | David Checa        | Team Fomma                 | TSR-Honda    | 20   | +1:11.286 | 17      | 3     |
| 14  | 37 | Luca Boscoscuro    | Diesel Vasco Rossi Racing  | Aprilia      | 20   | +1:12.160 | 19      | 2     |
| 15  | 77 | Jamie Robinson     | QUB Team Optimum           | Aprilia      | 20   | +1:15.068 | 7       | 1     |
| 16  | 25 | Vincent Philippe   | Axo Honda Gresini          | TSR-Honda    | 20   | +1:15.496 | 18      |       |
| 17  | 11 | Ivan Clementi      | Campetella Racing          | Aprilia      | 20   | +1:16.125 | 28      |       |
| 18  | 22 | Sébastien Gimbert  | Tino Villa Racing          | TSR-Honda    | 20   | +1:16.282 | 24      |       |
| 19  | 66 | Alex Hofmann       | Racing Factory             | Aprilia      | 20   | +1:16.881 | 23      |       |
| 20  | 31 | Lucas Oliver Bultó | Antena 3 Yamaha-d'Antin    | Yamaha       | 20   | +1:27.084 | 25      |       |
| 21  | 23 | Julien Allemand    | Yamaha Kurz Aral           | Yamaha       | 20   | +1:32.893 | 26      |       |
| 22  | 15 | Adrian Coates      | QUB Team Optimum           | Aprilia      | 20   | +1:35.776 | 29      |       |
| 23  | 82 | Vladimír Častka    | Slovnaft Sport Moto        | Yamaha       | 20   | +1:42.645 | 21      |       |
| 24  | 84 | Michael Witzender  | Remus Racing Austria       | Honda        | 19   | +1 giro   | 30      |       |
| 25  | 81 | Radomil Rous       | Klub Racing Team Znojmo    | Honda        | 19   | +1 giro   | 32      |       |

### Ritirati
| Nº | Pilota          | Squadra                   | Motocicletta | Giri | Griglia |
| -- | --------------- | ------------------------- | ------------ | ---- | ------- |
| 24 | Jason Vincent   | Padgetts M/C Sales        | Aprilia      | 16   | 9       |
| 20 | Jerónimo Vidal  | PR2 - Circuito de Almería | Aprilia      | 9    | 20      |
| 10 | Fonsi Nieto     | Antena 3 Yamaha-d'Antin   | Yamaha       | 7    | 15      |
| 30 | Alex Debón      | CC Valencia Airtel Aspar  | Aprilia      | 2    | 14      |
| 41 | Jarno Janssen   | Rizla Honda               | TSR-Honda    | 2    | 22      |
| 83 | Uwe Bolterhauer | Remus Racing Austria      | Honda        | 2    | 31      |

### Non partito
| Nº | Pilota          | Moto      | Griglia |
| -- | --------------- | --------- | ------- |
| 16 | Johan Stigefelt | TSR-Honda | 27      |

## Classe 125

### Arrivati al traguardo
| Pos | Nº | Pilota            | Squadra                     | Motocicletta | Giri | Tempo     | Griglia | Punti |
| --- | -- | ----------------- | --------------------------- | ------------ | ---- | --------- | ------- | ----- |
| 1   | 4  | Roberto Locatelli | Diesel Vasco Rossi Racing   | Aprilia      | 19   | 41:19.190 | 1       | 25    |
| 2   | 41 | Yōichi Ui         | Derbi Racing                | Derbi        | 19   | +1.533    | 2       | 20    |
| 3   | 1  | Emilio Alzamora   | Telefonica Movistar Team    | Honda        | 19   | +1.716    | 4       | 16    |
| 4   | 9  | Lucio Cecchinello | Givi Honda LCR              | Honda        | 19   | +18.466   | 9       | 13    |
| 5   | 5  | Noboru Ueda       | Givi Honda LCR              | Honda        | 19   | +29.076   | 3       | 11    |
| 6   | 21 | Arnaud Vincent    | CC Valencia Airtel Aspar    | Aprilia      | 19   | +33.896   | 20      | 10    |
| 7   | 32 | Mirko Giansanti   | Benetton Playlife           | Honda        | 19   | +34.910   | 11      | 9     |
| 8   | 23 | Gino Borsoi       | LAE - UGT 3000              | Aprilia      | 19   | +35.161   | 12      | 8     |
| 9   | 39 | Jaroslav Huleš    | Italjet Racing              | Italjet      | 19   | +43.932   | 18      | 7     |
| 10  | 26 | Ivan Goi          | Team Fomma                  | Honda        | 19   | +51.767   | 13      | 6     |
| 11  | 78 | Jakub Smrž        | Budweiser Budvar Elit       | Honda        | 19   | +55.001   | 17      | 5     |
| 12  | 54 | Manuel Poggiali   | Derbi Racing                | Derbi        | 19   | +58.524   | 24      | 4     |
| 13  | 51 | Marco Petrini     | Semprucci Biesse Aprilia    | Aprilia      | 19   | +1:02.714 | 19      | 3     |
| 14  | 18 | Toni Elías        | Chupa Chups Matteoni Racing | Honda        | 19   | +1:03.009 | 22      | 2     |
| 15  | 35 | Reinhard Stolz    | R.S. ADAC - Esch Racing     | Honda        | 19   | +1:08.530 | 21      | 1     |
| 16  | 22 | Pablo Nieto       | Derbi Racing                | Derbi        | 19   | +1:09.919 | 15      |       |
| 17  | 24 | Leon Haslam       | Italjet Racing              | Italjet      | 19   | +1:35.984 | 26      |       |
| 18  | 79 | Igor Kalab        | AMK Revena Team 2000        | Honda        | 19   | +1:36.325 | 27      |       |
| 19  | 81 | Laszlo Bancsiki   | Kent Clips                  | Honda        | 18   | +1 giro   | 29      |       |
| 20  | 82 | Gábor Talmácsi    | Pannonia Racing             | Honda        | 18   | +1 giro   | 31      |       |

### Ritirati
| Nº | Pilota             | Squadra                     | Motocicletta | Giri | Griglia |
| -- | ------------------ | --------------------------- | ------------ | ---- | ------- |
| 17 | Steve Jenkner      | Pev Massivhaus ADAC Sac     | Honda        | 16   | 5       |
| 16 | Simone Sanna       | Diesel Vasco Rossi Racing   | Aprilia      | 12   | 7       |
| 11 | Max Sabbatani      | Racing Service              | Honda        | 8    | 23      |
| 80 | Michal Březina     | Orion Team Litomysl         | Honda        | 7    | 30      |
| 15 | Alex De Angelis    | Chupa Chups Matteoni Racing | Honda        | 6    | 14      |
| 29 | Ángel Nieto Jr     | Telefonica Movistar Team    | Honda        | 6    | 6       |
| 53 | William De Angelis | Semprucci Biesse Aprilia    | Aprilia      | 4    | 25      |
| 8  | Gianluigi Scalvini | Bossini Fontana Racing      | Aprilia      | 4    | 8       |
| 3  | Masao Azuma        | Benetton Playlife           | Honda        | 3    | 10      |
| 12 | Randy de Puniet    | Scrab Competition           | Aprilia      | 0    | 16      |

### Non partito
| Nº | Pilota        | Moto  | Griglia |
| -- | ------------- | ----- | ------- |
| 10 | Adrián Araujo | Honda | 28      |